# Эдирнекапы
Эдирнекапы (тур. Edirnekapı) — квартал, расположенный в районе Фатих (Стамбул, Турция) и примыкающий к стенам Константинополя.
Квартал приблизительно занимает центральную часть шестого холма Стамбула, являющегося самой высокой точкой части города, лежащей в исторических границах стен Константинополя. Эдирнекапы расположен к югу от влахернской части стен и района Айвансарай, к северо-западу от Карагюмрюка и к западу от Салматомрука. Его территория соответствует византийскому кварталу Дейтерону. Название Эдирнекапы («Ворота Эдирне») происходит от одноимённых городских ворот (в древности известные как ворота Харисия), от которых раньше дорога вела во фракийский Адрианополь (современный Эдирне). В Эдирнекапы проживал значительный процент православного населения, которое после событий 1955 года оставило его, перебравшись поближе к центру города.
Квартал пересекает улица Февзи-паши (тур. Fevzi Paşa Caddesi), одна из самых важных дорог в исторической части Стамбула.

## Достопримечательности
В Эдирнекапы располагается ряд значительных исторических памятников, таких как монастырь Хора, историческая греческая православная церковь Агия Йорги, объект всемирного наследия ЮНЕСКО, и мечеть Михримах-султан. За воротами находится кладбище мучеников в Эдирнекапы, одно из старейших кладбищ Стамбула.
В VIII веке церковь Агия Йорги была снесена по приказу византийского императора Константина V и построена заново. Она функционировала вплоть до завоевания Константинополя османами. Во время строительства мечети Михримах-султан в 1556 году церковь Агия Йорги, которая находилась на территории будущей мечети, была разобрана и перенесена на своё нынешнее место.
В XVIII веке церковь была также известна как Агия Йорги Платея д’Оиньон. В 1726 и в 1730 годах проводилась её реконструкция. Спустя некоторое время здание рухнуло и было восстановлено в 1836 году архитектором Николаосом, который подверг его масштабной реставрации. Небольшая по объёму работ реставрация церкви была проведена в 1991 году под руководством Вселенского патриарха Константинопольского Варфоломея I. В 2014 году началась трёхлетняя работа по реконструкции Агии Йорги, церковь вновь открылась в 2017 году.